# Hugo von Seeliger
Hugo von Seeliger (ur. 23 września 1849 w Białej, zm. 2 grudnia 1924 w Monachium) – niemiecki astronom, związany przede wszystkim z Uniwersytetem Ludwika i Maksymiliana w Monachium i tamtejszym obserwatorium, autor prac poświęconych paradoksowi grawitacyjnemu i odkrywca tzw. zjawiska Seeligera.

## Życiorys
Urodził się w Białej (dziś Bielsko-Biała) na pograniczu Galicji i Śląska Austriackiego jako drugie dziecko Rudolfa Seeligera, zamożnego posiadacza ziemskiego, lokalnego polityka i długoletniego burmistrza Białej. Jego bratem był historyk Gerhard Seeliger. Hugo po skończeniu w 1867 szkoły średniej w Cieszynie studiował astronomię i matematykę na uniwersytetach w Heidelbergu i Lipsku. W roku 1872 uzyskał doktorat z astronomii pod kierunkiem Carla Christiana Bruhnsa.
Przez krótki czas pracował w obserwatorium astromicznym w Lipsku, po czym przeniósł się do Bonn, gdzie został asystentem Friedricha Wilhelma Argelandera. W 1874 przewodził niemieckiej ekspedycji na Wyspy Auckland w celu obserwacji tranzytu Wenus. Po habilitacji w roku 1877 zrezygnował ze stanowiska i przez kilka lat utrzymywał się z pracy prywatnego nauczyciela. W 1881 został dyrektorem obserwatorium w Gothcie, skąd we wrześniu 1882 przeniósł się do Monachium. Został profesorem astronomii na Uniwersytecie Ludwika i Maksymiliana i dyrektorem Królewskiego Obserwatorium Astronomicznego Bogenhausen. W stolicy Bawarii pozostał już na zawsze. Do jego studentów należał m.in. pionier nowoczesnej astrofizyki, Karl Schwarzschild.
W 1882 Seeliger został członkiem Niemieckiej Akademii Przyrodników Leopoldina, dziesięć lat później przyjęto go do londyńskiego Królewskiego Towarzystwa Astronomicznego. W latach 1897–1921 był przewodniczącym Astronomische Gesellschaft (niemieckiego towarzystwa astronomicznego), a w latach 1919–1923 pełnił funkcję prezydenta Bawarskiej Akademii Nauk. Został odznaczony szeregiem odznaczeń państwowych: pruskim Orderem Orła Czerwonego (1896), Orderem Zasługi Korony Bawarskiej (1902), szwedzkim Orderem Gwiazdy Polarnej (1912), pruskim Pour le Mérite (1915) oraz bawarskim Orderem św. Michała. Wraz z otrzymaniem bawarskiego Orderu Zasługi został w 1902 podniesiony do stanu szlacheckiego (tytuł Ritter). Zmarł w grudniu 1924 w wieku 75 lat.
W swej pracy naukowej Seeliger skupiał się na czterech dziedzinach: mechanice nieba (m.in. badania układu wielogwiezdnego Zeta Cancri), fotometrii (prace poświęcone pierścieniom Saturna i światłu zodiakalnemu), teorii nowych (obalona później teoria o powstawaniu nowych poprzez zderzenie gwiazdy z chmurą gazową) oraz statystyce stelarnej (uczestniczył w tworzeniu Bonner Durchmusterung). W 1895 sformułował wyjaśnienie paradoksu grawitacyjnego, zwanego też paradoksem Seeligera. W trakcie obserwacji Saturna zaobserwował tzw. efekt opozycji, nazwany później zjawiskiem Seeligera. W 1888 zmodyfikował opracowaną przez Eugena von Lommela formułę opisującą odbicie światła na nierównych powierzchniach, znaną odtąd jako formuła Lommela-Seeligera.
Nazwiskiem astronoma zostały nazwane krater księżycowy Seeliger oraz planetoida (892) Seeligeria.